# Jerry de Jong
Jerry Murrien de Jong (ur. 29 sierpnia 1964 w Paramaribo) – holenderski piłkarz grający na pozycji prawego lub środkowego obrońcy. W reprezentacji Holandii rozegrał 3 mecze. Jest ojcem Nigela de Jonga, reprezentanta Holandii i zawodnika Los Angeles Galaxy.

## Kariera klubowa
Karierę piłkarską de Jong rozpoczął w amatorskich klubach SDW Amsterdam i AZ'67. Następnie został zawodnikiem klubu Telstar z miasta Velsen. W 1984 roku został zawodnikiem pierwszego zespołu i wtedy też zadebiutował w jego barwach w drugiej lidze holenderskiej. W Telstarze grał do końca 1987 roku, a na początku 1988 roku przeszedł do innego drugoligowca, Sc Heerenveen. W Heerenveen występował przez półtora roku.
W 1989 roku de Jong przeszedł z Heerenveen do PSV Eindhoven. W Eredivisie zadebiutował 10 lutego 1990 roku w wygranym 6:0 domowym spotkaniu z NEC Nijmegen. 31 października 1990 strzelił swojego pierwszego gola w holenderskiej lidze, w meczu z Rodą Kerkrade (3:1). W 1990 roku zdobył z PSV Puchar Holandii, a w 1991 i 1992 roku wywalczył mistrzostwo kraju. Na początku 1993 roku został na pół roku wypożyczony do FC Groningen (debiut: 7 lutego 1993 w zremisowanym 1:1 meczu z FC Twente). W PSV grał do końca sezonu 1993/1994.
W 1994 roku de Jong został zawodnikiem francuskiego SM Caen. W 1995 roku wrócił do Holandii i przez 2 lata grał w drugoligowym FC Eindhoven. W 1997 roku przeszedł do MVV Maastricht, w którym zadebiutował 21 sierpnia 1997 w meczu z Feyenoordem (0:3). W 2000 roku spadł z MVV do Eerste Divisie, a w 2001 roku zakończył karierę.
| Sezon   | Klub           | Kraj     | Rozgrywki      | Mecze | Bramki |
| ------- | -------------- | -------- | -------------- | ----- | ------ |
| 1984/85 | Telstar        | Holandia | Eerste Divisie | 16    | 3      |
| 1985/86 | Telstar        | Holandia | Eerste Divisie | 34    | 0      |
| 1986/87 | Telstar        | Holandia | Eerste Divisie | 22    | 0      |
| 1987/88 | Telstar        | Holandia | Eerste Divisie | 23    | 5      |
| 1987/88 | Sc Heerenveen  | Holandia | Eerste Divisie | 14    | 0      |
| 1988/89 | Sc Heerenveen  | Holandia | Eerste Divisie | 36    | 3      |
| 1989/90 | PSV Eindhoven  | Holandia | Eredivisie     | 3     | 0      |
| 1990/91 | PSV Eindhoven  | Holandia | Eredivisie     | 28    | 2      |
| 1991/92 | PSV Eindhoven  | Holandia | Eredivisie     | 10    | 0      |
| 1992/93 | PSV Eindhoven  | Holandia | Eredivisie     | 5     | 0      |
| 1992/93 | FC Groningen   | Holandia | Eredivisie     | 12    | 0      |
| 1993/94 | PSV Eindhoven  | Holandia | Eredivisie     | 6     | 0      |
| 1994/95 | SM Caen        | Francja  | Ligue 1        | 15    | 0      |
| 1995/96 | FC Eindhoven   | Holandia | Eerste Divisie | 10    | 0      |
| 1996/97 | FC Eindhoven   | Holandia | Eerste Divisie | 32    | 3      |
| 1997/98 | MVV Maastricht | Holandia | Eredivisie     | 29    | 4      |
| 1998/99 | MVV Maastricht | Holandia | Eredivisie     | 32    | 5      |
| 1999/00 | MVV Maastricht | Holandia | Eredivisie     | 29    | 0      |
| 2000/01 | MVV Maastricht | Holandia | Eerste Divisie | 12    | 1      |

## Kariera reprezentacyjna
W reprezentacji Holandii de Jong zadebiutował 21 listopada 1990 roku w wygranym 2:0 spotkaniu eliminacji do Euro 92 z Grecją. Od 1990 do 1991 roku rozegrał w kadrze narodowej 3 mecze.
| Mecze i gole w reprezentacji | Mecze i gole w reprezentacji | Mecze i gole w reprezentacji | Mecze i gole w reprezentacji | Mecze i gole w reprezentacji | Mecze i gole w reprezentacji | Mecze i gole w reprezentacji |
| #                            | Data                         | Stadion                      | Rywal                        | Wynik                        | Gol                          | Rozgrywki                    |
| 1990                         | 1990                         | 1990                         | 1990                         | 1990                         | 1990                         | 1990                         |
| ---------------------------- | ---------------------------- | ---------------------------- | ---------------------------- | ---------------------------- | ---------------------------- | ---------------------------- |
| 1.                           | 21.11.1990                   | Rotterdam, Holandia          | Grecja                       | 2:0                          | 0                            | el. ME 1992                  |
| 2.                           | 19.12.1990                   | Ta’ Qali, Malta              | Malta                        | 8:0                          | 0                            | el. ME 1992                  |
| 1991                         |                              |                              |                              |                              |                              |                              |
| 3.                           | 17.04.1991                   | Rotterdam, Holandia          | Finlandia                    | 2:0                          | 0                            | el. ME 1992                  |